# Anton Pischinger
Anton Pischinger (* 21. April 1907 in Linz; † 19. Juli 2003 in Graz) war ein österreichischer Maschinenbauer und Hochschullehrer.

## Leben
Anton Pischinger wurde am 21. April 1907 als jüngstes von acht Kindern des Regierungsrats Rudolf Pischinger (* 8. Mai 1866) und dessen Ehefrau Katharina (geborene Schraml; * 25. April 1871) in Linz geboren und am 30. April 1907 auf den Namen Anton (v. Padua) getauft. Seine Eltern hatten am 9. Mai 1892 geheiratet. Er wuchs in seiner Geburtsstadt auf und besuchte hier die Volksschule, das Gymnasium und im Anschluss die Höhere Bundeslehranstalt für Maschinenbau, die er 1926 abschloss. Das Studium führte ihn in die steirische Landeshauptstadt Graz, in der der an Technischen Hochschule ein Maschinenbaustudium begann. Nachdem er bereits seine Matura mit Auszeichnung abgeschlossen hatte, schloss er im Jahre 1930 sein Studium und dabei seine zweite Staatsprüfung ebenfalls mit Auszeichnung ab und begann in weiterer Folge seine Ingenieurstätigkeit als Assistent an der Lehrkanzel für Verbrennungskraftmaschinen und Thermodynamik bei den Professoren Julius Magg und Hans List. Hier entwickelte auf Anregung Lists ein schrittweises Verfahren zur Behandlung instationärer Druckvorgänge beim Ladungswechsel im Motor und Einspritzsystem. Nur zwei Jahre später folgte 1932 seine Promotion zum Dr. techn. und abermals drei Jahre später (1935) seine Habilitation auf dem Gebiet der Wärmekraftmaschinen. Seine Berufslaufbahn setzte er danach in Köln bei der Klöckner-Humboldt-Deutz AG fort, ehe er im Jahre 1942 dem Ruf seiner Alma Mater folgte und zum Ordentlichen Professor für Verbrennungskraftmaschinen ernannt wurde. Bereits war er davor ab 1939 als Dozent in Erscheinung getreten. Später übernahm er auch den Vorstand dieses Bereiches, war als Dekan der Fakultät für Maschinenwesen vom 1. Oktober 1948 bis zum 30. September 1949 im Amt und war mitunter 1968 ein Jahr lang Rektor der TH Graz. Als Hochschullehrer war er bis 1977 an der nunmehrigen Technischen Universität Graz aktiv.
Pischinger war maßgeblich an der Entwicklung und Verbesserung von Dieselmotoren und Einspritzpumpen beteiligt und setzte damit die Tradition der sogenannten „Grazer Schule“ rund um die bereits genannten Julius Magg und Hans List fort. Bei Steyr Daimler Puch fungierte er als Berater beim Bau aller Dieselmotoren und war dabei von der Zeit der ersten Traktoren und Lastwagen bis hin zur weiteren Entwicklung des Werkes bis ins Jahr 1983 als Konsulent und Mitglied eines Arbeitskreises für Entwicklung beteiligt. Als Mitarbeiter seines Freundes Hans List bei der AVL List war er auch an der Entwicklung der Jenbacher-Motoren, die ab dem Jahr 1949 serienmäßig in den Jenbacher Werken und der Andritzer Maschinenfabrik produziert wurden, beteiligt. In der Halleiner Niederlassung der Friedmann & Maier AG entwickelte Pischinger das erste österreichische Dieseleinspritzsystem. Zeitlebens veröffentlichte Pischinger zahlreiche Publikationen. Zusammen mit seinem Neffen, Franz Pischinger, gab er 1957 eine neubearbeitete und erweiterte Fassung des Standardwerks Gemischbildung und Verbrennung im Dieselmotor, das Anton Pischinger bereits 1939 in Erstauflage veröffentlicht hatte, heraus. In den Jahren vor seinem Tod war er mit der Neubearbeitung des mehrbändigen List’schen Standardwerks Die Verbrennungsmaschine beschäftigt.
In seiner Funktion als Wissenschaftler und Forscher wurde Pischinger mehrfach ausgezeichnet und war etwa Träger des Österreichischen Ehrenkreuzes für Wissenschaft und Kunst I. Klasse (1963), Träger des Großen Goldenen Ehrenzeichens des Landes Steiermark (1977) und des Großen Goldenen Ehrenzeichens mit Stern für Verdienste um die Republik Österreich, Ehrendoktor der Technischen Universität Wien (1980), Träger der Wilhelm-Exner-Medaille des Österreichischen Gewerbevereins (1981) oder Träger des Ehrenzeichens der Diözese Graz-Seckau. Von der Stadt Graz wurde er nach einem Gemeinderatsbeschluss vom 5. November 1987 am 19. November 1987 mit dem Ehrenring der Stadt Graz geehrt. Zudem wurde er mit dem Ehrenring des Landes Steiermark bedacht und bekam den Berufstitel Baurat verliehen. An seiner Alma Mater wurde ihm 1981 das Goldene Diplom und 1982 das Goldene Doktorat verliehen. Außerdem war Anton Pischinger Inhaber einer Vielzahl von Patenten.
Seit 1966 war er korrespondierendes und seit 1969 auswärtiges Mitglied der Akademie der Wissenschaften der DDR und der nachfolgenden Berlin-Brandenburgischen Akademie der Wissenschaften. Des Weiteren war er ein wirkliches Mitglied der Österreichischen Akademie der Wissenschaften.
Am 19. Juli 2003 starb Pischinger im Alter von 96 Jahren in Graz. Am 18. September 2003 wurde im Beisein seiner Witwe Edeltraut (1910–2005) eine Trauersitzung des Grazer Gemeinderates unter der Leitung von Siegfried Nagl abgehalten. Neben seiner Ehefrau hinterließ er eine Tochter und zwei Enkelkinder samt Familien.

## Schriften (Auswahl)
- A. Pischinger, F. Pischinger: Gemischbildung und Verbrennung im Dieselmotor, 2. Aufl., Springer Verlag, Wien 1957, DNB 453784925.